# トマス・パケナム (初代ロングフォード男爵)

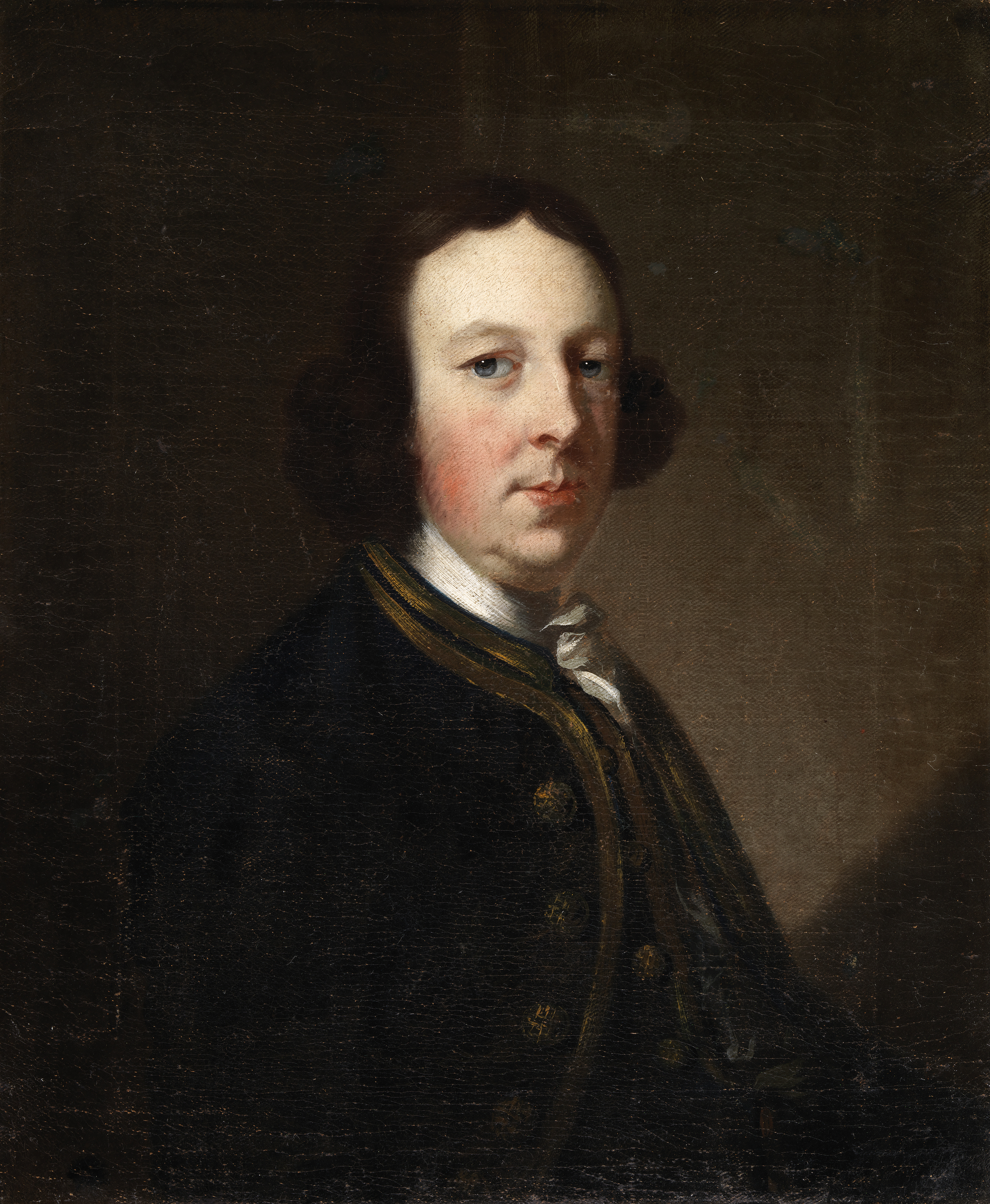
1756年ごろの肖像画

初代ロングフォード男爵トマス・パケナム（英語: Thomas Pakenham, 1st Baron Longford、1713年5月 – 1766年3月30日）は、アイルランド王国の政治家、貴族。

## 生涯
エドワード・パケナム（Edward Pakenham、1721年没、トマス・パケナムの息子）とマーガレット・ブレイドスタン（Margaret Bradestan、ジョン・ブレイドスタンの娘）の息子として、ウェストミーズ県のパケナム・ホール（Pakenham Hall）で生まれた。1729年7月11日、オックスフォード大学クイーンズ・カレッジに入学した。
1745年から1756年までロングフォード・バラ選挙区の代表としてアイルランド庶民院議員を務めた後、1756年5月7日にロングフォード県のロングフォード男爵に叙され、アイルランド貴族院に移籍した。
1766年3月30日に死去、キルカンで埋葬された。長男エドワード・マイケルが爵位を継承した。

## 家族
1740年3月5日、エリザベス・カフ（1719年7月26日洗礼 – 1794年1月27日、マイケル・カフの娘）と結婚、4男4女をもうけた。
- エリザベス（1818年没）
- エドワード・マイケル（1743年 – 1792年） - 第2代ロングフォード男爵。子供あり
- フランシス（1744年 – 1776年） - ジョン・オルムズビー・ヴァンデリュア（John Ormsby Vandeleur）と結婚、子供あり
- ヘレナ（1745年 – 1777年） - ウィリアム・シャーロックと結婚、子供あり
- ロバート（1775年7月7日没） - ロングフォード・カウンティ選挙区（英語版）の庶民院議員
- メアリー（1749年 – 1775年） - 1768年、トマス・フォーテスキュー（Thomas Fortescue）と結婚、子供あり
- ウィリアム（1756年 – 1769年）
- トマス（英語版）（1757年 – 1836年2月2日） - 海軍軍人、アイルランド庶民院議員。1785年6月24日、ルイーサ・アン・ステイプルス（Louisa Anne Staples、1833年没、ジョン・ステイプルスの娘）と結婚、子供あり